# Honda Indy Toronto
Das Honda Indy Toronto ist ein Automobilrennen auf den Streets of Toronto in Toronto, Ontario, Kanada. Es gehört seit 1986 zur höchsten Kategorie im American Championship Car Racing und fand bis auf 2008 jährlich statt. Seit 2009 ist es Bestandteil des Rennkalenders der IndyCar Series.

## Geschichte
Das Rennen wurde erstmals 1986 als Molson Indy Toronto im Rahmen der Indy Car World Series ausgetragen. Es blieb bis 2007 im Rennkalender dieser Serie, die zwischenzeitlich ihren Namen änderte. 1996 wurde der Molson Indy Toronto von einem schweren Unfall mit zwei Todesfällen überschattet. Kurz vor Rennende berührte Jeff Krosnoff Stefan Johansson und André Ribeiro. Dabei hob Krosnoff ab und schlug in den Fangzaun ein. Bei dem Unfall flogen einige Teile durch die Gegend. Krosnoff zog sich bei dem Unfall tödliche Verletzungen zu und der Streckenmarshal Gary Avrin starb, nachdem er von einem Teil getroffen wurde. Weitere Personen wurden von den umherfliegenden Teilen verletzt.
2006 wurde das Rennen in Molson Grand Prix of Toronto umbenannt, um die Bezeichnung Indy, die inzwischen von der zur Champ Car konkurrierende IndyCar Series verwendet wurde, auszulassen. Ein Jahr erhielt das Rennen sponsorenbedingt mit Steelback Grand Prix of Toronto einen neuen Namen. Es war zunächst das letzte Toronto-Rennen, da die Champ Car zum Saisonende den Rennbetrieb einstellte.
2009 wurde das Rennen unter dem Namen Honda Indy Toronto in den Rennkalender der IndyCar Series aufgenommen. 2013 und 2014 fanden zwei Rennen an einem Wochenende statt. 2020 und 2021 wurde das Rennen zwei Jahre in Folge wegen der COVID-19-Pandemie abgesagt.

## Ergebnisse
| Auflage | Jahr | Serie          | Sieger                                  | Zweiter                                  | Dritter                                 | Pole-Position                           | Schnellste Runde                        |
| ------- | ---- | -------------- | --------------------------------------- | ---------------------------------------- | --------------------------------------- | --------------------------------------- | --------------------------------------- |
| 01      | 1986 | ICWS           | Bobby Rahal (March-Cosworth)            | Danny Sullivan (March-Cosworth)          | Mario Andretti (Lola-Cosworth)          | Emerson Fittipaldi (March-Cosworth)     | nicht bekannt                           |
| 02      | 1987 | ICWS           | Emerson Fittipaldi (March-Chevrolet)    | Danny Sullivan (March-Chevrolet)         | Bobby Rahal (Lola-Cosworth)             | Bobby Rahal (Lola-Cosworth)             | nicht bekannt                           |
| 03      | 1988 | ICWS           | Al Unser jr. (March-Chevrolet)          | Danny Sullivan (Penske-Chevrolet)        | Michael Andretti (March-Cosworth)       | Danny Sullivan (Penske-Chevrolet)       | nicht bekannt                           |
| 04      | 1989 | ICWS           | Michael Andretti (Lola-Chevrolet)       | Emerson Fittipaldi (Penske-Chevrolet)    | Danny Sullivan (Penske-Chevrolet)       | Emerson Fittipaldi (Penske-Chevrolet)   | nicht bekannt                           |
| 05      | 1990 | ICWS           | Al Unser jr. (Lola-Chevrolet)           | Michael Andretti (Lola-Chevrolet)        | Eddie Cheever (Lola-Chevrolet)          | Danny Sullivan (Penske-Chevrolet)       | nicht bekannt                           |
| 06      | 1991 | ICWS           | Michael Andretti (Lola-Chevrolet)       | Mario Andretti (Lola-Chevrolet)          | Bobby Rahal (Lola-Chevrolet)            | Michael Andretti (Lola-Chevrolet)       | nicht bekannt                           |
| 07      | 1992 | ICWS           | Michael Andretti (Lola-Ford)            | Bobby Rahal (Lola-Chevrolet)             | Danny Sullivan (Galmer-Chevrolet)       | Bobby Rahal (Lola-Chevrolet)            | nicht bekannt                           |
| 08      | 1993 | ICWS           | Paul Tracy (Penske-Chevrolet)           | Emerson Fittipaldi (Penske-Chevrolet)    | Danny Sullivan (Lola-Chevrolet)         | Emerson Fittipaldi (Penske-Chevrolet)   | Emerson Fittipaldi (Penske-Chevrolet)   |
| 09      | 1994 | ICWS           | Michael Andretti (Reynard-Ford)         | Bobby Rahal (Lola-Honda)                 | Emerson Fittipaldi (Penske-Ilmor)       | Robby Gordon (Lola-Ford)                | nicht bekannt                           |
| 10      | 1995 | ICWS           | Michael Andretti (Lola-Ford)            | Bobby Rahal (Lola-Ilmor-Mercedes)        | Jacques Villeneuve (Reynard-Ford)       | Jacques Villeneuve (Reynard-Ford)       | Bobby Rahal (Lola-Ilmor-Mercedes)       |
| 11      | 1996 | ICWS           | Adrián Fernández (Lola-Honda)           | Alex Zanardi (Reynard-Honda)             | Bobby Rahal (Reynard-Mercedes)          | André Ribeiro (Lola-Honda)              | Alex Zanardi (Reynard-Honda)            |
| 12      | 1997 | CART           | Mark Blundell (Reynard-Mercedes)        | Alex Zanardi (Reynard-Honda)             | André Ribeiro (Reynard-Honda)           | Dario Franchitti (Reynard-Mercedes)     | Mark Blundell (Reynard-Mercedes)        |
| 13      | 1998 | CART           | Alex Zanardi (Reynard-Honda)            | Michael Andretti (Swift-Ford)            | Jimmy Vasser (Reynard-Honda)            | Dario Franchitti (Reynard-Honda)        | Christian Fittipaldi (Swift-Ford)       |
| 14      | 1999 | CART           | Dario Franchitti (Reynard-Honda)        | Paul Tracy (Reynard-Honda)               | Christian Fittipaldi (Swift-Ford)       | Gil de Ferran (Reynard-Honda)           | Dario Franchitti (Reynard-Honda)        |
| 15      | 2000 | CART           | Michael Andretti (Lola-Ford-Cosworth)   | Adrián Fernández (Reynard-Ford-Cosworth) | Paul Tracy (Reynard-Honda)              | Hélio Castroneves (Reynard-Honda)       | Michael Andretti (Lola-Ford-Cosworth)   |
| 16      | 2001 | CART           | Michael Andretti (Reynard-Honda)        | Alex Tagliani (Reynard-Ford)             | Adrián Fernández (Reynard-Honda)        | Gil de Ferran (Reynard-Honda)           | Gil de Ferran (Reynard-Honda)           |
| 17      | 2002 | CART           | Cristiano da Matta (Lola-Toyota)        | Kenny Bräck (Lola-Toyota)                | Christian Fittipaldi (Lola-Toyota)      | Cristiano da Matta (Lola-Toyota)        | Cristiano da Matta (Lola-Toyota)        |
| 18      | 2003 | CART           | Paul Tracy (Lola-Ford-Cosworth)         | Michel Jourdain jr. (Lola-Ford-Cosworth) | Bruno Junqueira (Lola-Ford-Cosworth)    | Paul Tracy (Lola-Ford-Cosworth)         | Paul Tracy (Lola-Ford-Cosworth)         |
| 19      | 2004 | Champ Car      | Sébastien Bourdais (Lola-Ford-Cosworth) | Jimmy Vasser (Lola-Ford-Cosworth)        | Patrick Carpentier (Lola-Ford-Cosworth) | Sébastien Bourdais (Lola-Ford-Cosworth) | Sébastien Bourdais (Lola-Ford-Cosworth) |
| 20      | 2005 | Champ Car      | Justin Wilson (Lola-Ford-Cosworth)      | Oriol Servià (Lola-Ford-Cosworth)        | Alex Tagliani (Lola-Ford-Cosworth)      | Sébastien Bourdais (Lola-Ford-Cosworth) | Justin Wilson (Lola-Ford-Cosworth)      |
| 21      | 2006 | Champ Car      | A. J. Allmendinger (Lola-Ford-Cosworth) | Paul Tracy (Lola-Ford-Cosworth)          | Sébastien Bourdais (Lola-Ford-Cosworth) | Justin Wilson (Lola-Ford-Cosworth)      | Alex Tagliani (Lola-Ford-Cosworth)      |
| 22      | 2007 | Champ Car      | Will Power (Panoz-Cosworth)             | Neel Jani (Panoz-Cosworth)               | Justin Wilson (Panoz-Cosworth)          | Sébastien Bourdais (Panoz-Cosworth)     | Sébastien Bourdais (Panoz-Cosworth)     |
|         | 2008 | kein Indy      | kein Indy                               | kein Indy                                | kein Indy                               | kein Indy                               | kein Indy                               |
| 23      | 2009 | IndyCar Series | Dario Franchitti (Dallara-Honda)        | Ryan Briscoe (Dallara-Honda)             | Will Power (Dallara-Honda)              | Dario Franchitti (Dallara-Honda)        | Ryan Briscoe (Dallara-Honda)            |
| 24      | 2010 | IndyCar Series | Will Power (Dallara-Honda)              | Dario Franchitti (Dallara-Honda)         | Ryan Hunter-Reay (Dallara-Honda)        | Justin Wilson (Dallara-Honda)           | Will Power (Dallara-Honda)              |
| 25      | 2011 | IndyCar Series | Dario Franchitti (Dallara-Honda)        | Scott Dixon (Dallara-Honda)              | Ryan Hunter-Reay (Dallara-Honda)        | Will Power (Dallara-Honda)              | Justin Wilson (Dallara-Honda)           |
| 26      | 2012 | IndyCar Series | Ryan Hunter-Reay (Dallara-Chevrolet)    | Charlie Kimball (Dallara-Honda)          | Mike Conway (Dallara-Honda)             | Dario Franchitti (Dallara-Honda)        | Josef Newgarden (Dallara-Honda)         |
| 27      | 2013 | IndyCar Series | Scott Dixon (Dallara-Honda)             | Sébastien Bourdais (Dallara-Chevrolet)   | Dario Franchitti (Dallara-Honda)        | Dario Franchitti (Dallara-Honda)        | Hélio Castroneves (Dallara-Chevrolet)   |
| 28      | 2013 | IndyCar Series | Scott Dixon (Dallara-Honda)             | Hélio Castroneves (Dallara-Chevrolet)    | Sébastien Bourdais (Dallara-Chevrolet)  | Scott Dixon (Dallara-Honda)             | Dario Franchitti (Dallara-Honda)        |
| 29      | 2014 | IndyCar Series | Sébastien Bourdais (Dallara-Chevrolet)  | Hélio Castroneves (Dallara-Chevrolet)    | Tony Kanaan (Dallara-Chevrolet)         | Sébastien Bourdais (Dallara-Chevrolet)  | Simon Pagenaud (Dallara-Honda)          |
| 30      | 2014 | IndyCar Series | Mike Conway (Dallara-Chevrolet)         | Tony Kanaan (Dallara-Chevrolet)          | Will Power (Dallara-Chevrolet)          | Hélio Castroneves (Dallara-Chevrolet)   | Juan Pablo Montoya (Dallara-Chevrolet)  |
| 31      | 2015 | IndyCar Series | Josef Newgarden (Dallara-Chevrolet)     | Luca Filippi (Dallara-Chevrolet)         | Hélio Castroneves (Dallara-Chevrolet)   | Will Power (Dallara-Chevrolet)          | Hélio Castroneves (Dallara-Chevrolet)   |
| 32      | 2016 | IndyCar Series | Will Power (Dallara-Chevrolet)          | Hélio Castroneves (Dallara-Chevrolet)    | James Hinchcliffe (Dallara-Honda)       | Scott Dixon (Dallara-Chevrolet)         | Hélio Castroneves (Dallara-Chevrolet)   |
| 33      | 2017 | IndyCar Series | Josef Newgarden (Dallara-Chevrolet)     | Alexander Rossi (Dallara-Honda)          | James Hinchcliffe (Dallara-Honda)       | Simon Pagenaud (Dallara-Chevrolet)      | Simon Pagenaud (Dallara-Chevrolet)      |
| 34      | 2018 | IndyCar Series | Scott Dixon (Dallara-Honda)             | Simon Pagenaud (Dallara-Chevrolet)       | Robert Wickens (Dallara-Honda)          | Josef Newgarden (Dallara-Chevrolet)     | Will Power (Dallara-Chevrolet)          |
| 35      | 2019 | IndyCar Series | Simon Pagenaud (Dallara-Chevrolet)      | Scott Dixon (Dallara-Honda)              | Alexander Rossi (Dallara-Honda)         | Simon Pagenaud (Dallara-Chevrolet)      | Marcus Ericsson (Dallara-Honda)         |
| –       | 2020 | IndyCar Series | abgesagt aufgrund der COVID-19-Pandemie | abgesagt aufgrund der COVID-19-Pandemie  | abgesagt aufgrund der COVID-19-Pandemie | abgesagt aufgrund der COVID-19-Pandemie | abgesagt aufgrund der COVID-19-Pandemie |
| –       | 2021 | IndyCar Series | abgesagt aufgrund der COVID-19-Pandemie | abgesagt aufgrund der COVID-19-Pandemie  | abgesagt aufgrund der COVID-19-Pandemie | abgesagt aufgrund der COVID-19-Pandemie | abgesagt aufgrund der COVID-19-Pandemie |
| 36      | 2022 | IndyCar Series | Scott Dixon (Dallara-Honda)             | Colton Herta (Dallara-Honda)             | Felix Rosenqvist (Dallara-Chevrolet)    | Colton Herta (Dallara-Honda)            | David Malukas (Dallara-Honda)           |
| 37      | 2023 | IndyCar Series | Christian Lundgaard (Dallara-Honda)     | Alex Palou (Dallara-Honda)               | Colton Herta (Dallara-Honda)            | Christian Lundgaard (Dallara-Honda)     | Christian Lundgaard (Dallara-Honda)     |